# As Meninas (filme)
As Meninas é um filme brasileiro de 1995, um drama dirigido por Emiliano Ribeiro. Com roteiro baseado na obra homônima da escritora Lygia Fagundes Telles, teve Adriana Esteves, Drica Moraes e Cláudia Liz nos principais papéis.
O filme garantiu ao trio de protagonistas o prêmio compartilhado de Melhor Atriz no Festival Internacional de Cinema de Cartagena, na Colômbia. [carece de fontes?] Também rendeu à Cláudia Liz o prêmio na mesma categoria do Festival de Cinema Latino-Americano de Cuba.

## Sinopse
Durante a ditadura militar no Brasil, Lorena, Lia e Ana Clara, três universitárias de condição social e origens diversificadas, se conhecem em um pensionato de freiras na cidade de São Paulo. Apesar das diferenças de valores e personalidades, tornam-se muito amigas, compartilham seus dramas e sonhos e ajudam-se, até o dia em que têm de se separar definitivamente.

## Elenco
- Adriana Esteves .... Lorena
- Drica Moraes .... Lia
- Cláudia Liz .... Ana Clara
- Camila Amado
- Otávio Augusto .... Valdomiro
- Walney Costa
- Sônia de Paula
- Esther Góes
- Clarice Niskier .... Bugre
- Henri Pagnoncelli .... Dr. Nemesius
- Clemente Viscaíno .... Dr. Algodãozinho
- Eduardo Wotzik .... Miguel
- Zaira Zambelli